# Acraea tropicalis
Acraea tropicalis är en fjärilsart som beskrevs av Blachier 1912. Acraea tropicalis ingår i släktet Acraea och familjen praktfjärilar. Inga underarter finns listade i Catalogue of Life.